# Enkhuizer bol

De Enkhuizer bol De Twee Gebroeders in de Oosterhaven in Enkhuizen (1965)

De Enkhuizer bol is een scheepstype dat werd gebruikt voor de visvangst op de (voormalige) Zuiderzee.
In Enkhuizen zelf werden deze bollen 'eelbootjes' genoemd. Bolletjes zijn ronde vissersvaartuigen met een lengte van meer dan 22 voet (6,25 meter) die zonder bun gebouwd zijn.
De naam bol of oud Nederlands bolle is afkomstig van het voormalige eiland Urk. Een Enkhuizer, Wieringer, Workummer of Makkummer bol werd zo genoemd omdat het scheepstype in die plaatsen gebouwd werd. Een exemplaar van 1902 gebouwd door Lastdrager uit Enkhuizen bevindt zich in de collectie van het Zuiderzeemuseum.
Tegenwoordig worden de kleine types Enkhuizer bol voorzien van een kajuit gebruikt voor de pleziervaart. Er varen nog circa 50 schepen van dit type.